# 天音
天音（あまね）は日本の俳優。

## 出演

### 声優

#### キャラクターボイス
- 「太陽系SF冒険大全　スペオペ！[1]」- エイダ・ラブレス 役[2]（2020年 - ）